# أندري إيسيبنكو
أندري إيسيبنكو (بالروسية: Есипенко, Андрей Евгеньевич)‏ Andrey Esipenko (ولد في 22 مارس 2002) لاعب شطرنج روسي يحمل لقب أستاذ اتحادي.

## إنجازات
- فاز ببطولة أوروبا تحت 10 سنوات عام 2012، وتحت 16 سنة عام 2017.
- فاز ببطولة العالم تحت 16 سنة عام 2017.

## ألقاب
- نال لقب أستاذ اتحادي عام 2013، من الاتحاد الدولي للشطرنج.

## تصنيف إيلو
- بلغ تصنيف إيلو 2574 نقطة في يناير 2018.

## روابط خارجية
- أندري إيسيبنكو على موقع الاتحاد الدولي للشطرنج (الإنجليزية)
- أندري إيسيبنكو على موقع مباريات الشطرنج (الإنجليزية)
- أندري إيسيبنكو على موقع 365Chess.com (الإنجليزية)
- أندري إيسيبنكو على موقع Chesstempo.com (الإنجليزية)